# Idaea persidis
Idaea persidis là một loài bướm đêm trong họ Geometridae.